# Vít Olmer
Vít Olmer (* 19. června 1942 Praha) je český herec, scenárista, spisovatel a režisér. Jako herec začínal v mosteckém divadle, v roce 1964 ukončil studium herectví na DAMU, v roce 1966 pak studium filmové režie na FAMU. Jeho manželkou je herečka Simona Chytrová. Je čestným občanem městské části Praha 5.

## Filmografie, výběr

### Herec

#### Film
- 1960 Osení
- 1961 Ďáblova past
- 1961 Muž z prvního století
- 1963 Zlaté kapradí
- 1964 Vysoká zeď
- 1966 Fantom Morrisvillu
- 1968 Jarní vody
- 1968 Těch několik dnů... (A quelques jours pres...)
- 1969 Most u Remagenu
- 1975 Holka na zabití
- 1975 Páni kluci
- 1978 Panna a netvor
- 1978 Kulový blesk
- 1981 Upír z Feratu
- 1981 Krakonoš a lyžníci
- 1983 Písně by neměly umírat (Gmadlobt Ratili)
- 1990 Svědek umírajícího času

#### Televize
- 1965 Odcházeti s podzimem
- 1980 Arabela
- 1984 Létající Čestmír

### Režie

#### Film
- 1966 Občané s erbem
- 1970 Takže ahoj
- 1980 Sonáta pro zrzku
- 1981 Skleněný dům
- 1983 Stav ztroskotání
- 1984 Co je vám, doktore?
- 1985 Jako jed
- 1985 Druhý tah pěšcem
- 1986 Antonyho šance
- 1987 Bony a klid
- 1987 Páni Edisoni
- 1990 Ta naše písnička česká II.
- 1991 Tankový prapor
- 1993 Nahota na prodej
- 1994 Ještě větší blbec, než jsme doufali
- 1995 Playgirls
- 1995 Playgirls II.
- 2002 Waterloo po česku
- 2014 Bony a klid 2
- 2022 Horká krev

#### Televize
- 1987 Dámská jízda
- 1989 Čeleď brouků finančníků
- 1989 Strašidlo cantervillské
- 1998 Policajti z předměstí
- 2001 Tuláci
- 2004 Modrý kámen
- 2005 Trampoty vodníka Jakoubka
- 2006 Sůva z nudlí
- 2006 Manželé z roku 2006
- 2017–dosud 13. komnata (některé díly)

## Politické působení
V šedesátých letech natočil několik filmů proti totalitnímu režimu (např. Občané s erbem, 1966, a absolventský film Houslista), a na základě toho mu bylo za normalizace několik let zakázáno pracovat v oblasti hraného filmu. Aby mohl pokračovat ve své profesi, stal se neaktivním členem KSČ, za což se podle svých slov nestydí a nehodlá omlouvat. V roce 2012 kandidoval do Senátu Parlamentu ČR za volební obvod č. 17 Praha 12 jako nezávislý kandidát s podporou Věcí veřejných. Získal 4,23 % hlasů a nedostal se do druhého kola.